# Naturschutzgebiet Landgrabenwiesen bei Werder
Koordinaten: 53° 42′ 1,7″ N, 13° 23′ 43,5″ O
Das Naturschutzgebiet Landgrabenwiesen bei Werder  ist ein 95 Hektar umfassendes Naturschutzgebiet in Mecklenburg-Vorpommern zwischen den Orten Werder und Dahlen. Ein typischer Ausschnitt eines Talmoores des Kleinen Landgrabens mit Feuchtwiesen soll erhalten werden. Die Ausweisung erfolgte am 19. Juni 1972. Das Naturschutzgebiet wurde 1975 erweitert.
Der Gebietszustand wird als „befriedigend“ eingeschätzt, da der Wasserhaushalt der vermoorten Senken durch Entwässerungen gestört ist und sich so Gehölze ausbreiten können. Von Norden führt ein Wirtschaftsweg in die Flächen. Das Naturschutzgebiet Beseritzer Torfwiesen schließt unmittelbar östlich an. Das Naturschutzgebiet bildet zusammen mit dem Naturschutzgebiet Beseritzer Torfwiesen und einem nördlich angrenzendem Gebiet das FFH-Gebiet Talmoorkomplex des Kleinen Landgrabens bei Werder.

## Geschichte
Das Landgrabental ist als späteiszeitliche Abflussbahn entstanden. In den Flächen des heutigen Schutzgebietes bildete sich ein bis zu vier Meter mächtiges Durchströmungsmoor, welches im 19. Jahrhundert durch die Anlage von kleinen Torfstichen zum Torfabbau genutzt wurde. Die Flurbezeichnung Pferdewiesen weist in Teilbereichen auf die Nutzung hin. In den 1940er Jahren wurde ein größerer Torfstich angelegt, in dem maschinell der Torf gestochen wurde. Eine Umwandlung in Intensivgrünland war zu DDR-Zeiten geplant, konnte aber durch die Unterschutzstellung verhindert werden.

## Pflanzen- und Tierwelt
Die Pflanzenwelt im Gebiet weist auf den Zustrom kalkhaltigen Grundwassers hin. Mehlprimel, Schwarzes Kopfried, Strauch-Birke und Zweihäusige Segge kommen vor. In trockeneren Lagen wachsen Pfeifengras, Weidenblättriger Alant, Fliegen-Ragwurz, Großer Händelwurz, Sumpfenzian, Sumpf-Sitter, Sumpf-Kreuzblümchen und zahlreiche weiter Seggen-Arten. Noch weiter vom Landgraben entfernt blühen Trollblume, Helm-Knabenkraut, Steifblättriges Knabenkraut und Wald-Engelwurz.
Als Brutvögel wurden Wachtelkönig, Bekassine, Braunkehlchen, Schafstelze, Wiesenpieper und Großer Brachvogel nachgewiesen. Nahrungsgäste sind Schreiadler, Kranich und Rohrweihe. Hervorhebenswert ist weiterhin die Schmetterlingsfauna mit Trauermantel, Schwalbenschwanz, Großem Eisvogel, Abendpfauenauge und Mittlerem Weinschwärmer.